# 折叶耳稃草
折叶耳稃草（学名：Garnotia ciliata var. conduplicata）为禾本科耳稃草属下的一个变种。

## 扩展阅读
- 維基物種上的相關：折叶耳稃草